# François Mayer
François Mayer, né Ferenc Mayer le 7 janvier 1908 à Nagyvárad en Hongrie (auj. Oradea en Roumanie) et mort le 9 novembre 2000 à Hattenville (France), est un footballeur hongrois naturalisé français, devenu entraîneur. Il évolue au poste de gardien de but.

## Carrière
Né en 1908 à Nagyvárad, ville située à la limite des zones hongroises et roumaines au sein du royaume de Hongrie, rattachée à la Roumanie en 1918, Ferenc Mayer commence sa carrière de footballeur au MTK Budapest en 1925, comme gardien de but. Il est sélectionné pour la première fois en équipe nationale amateur le 7 avril 1928 et compte huit sélections avant son arrivée en France.
À l'occasion d'une tournée en France, il est remarqué et signe en 1931 à l'Excelsior de Roubaix. Il adopte alors le prénom francisé François, comme le veut l'usage pour les nombreux joueurs de football d'Europe de l'Est arrivant en France en cette période. En 1932, alors qu'est organisé le premier championnat de France professionnel, il est recruté par le Cercle athlétique de Paris, dont l’entraîneur est le Hongrois Ferenc Kónya. Outre ses qualités de gardien de but, il s'y fait aussi remarquer en tirant les pénaltys de son équipe. 

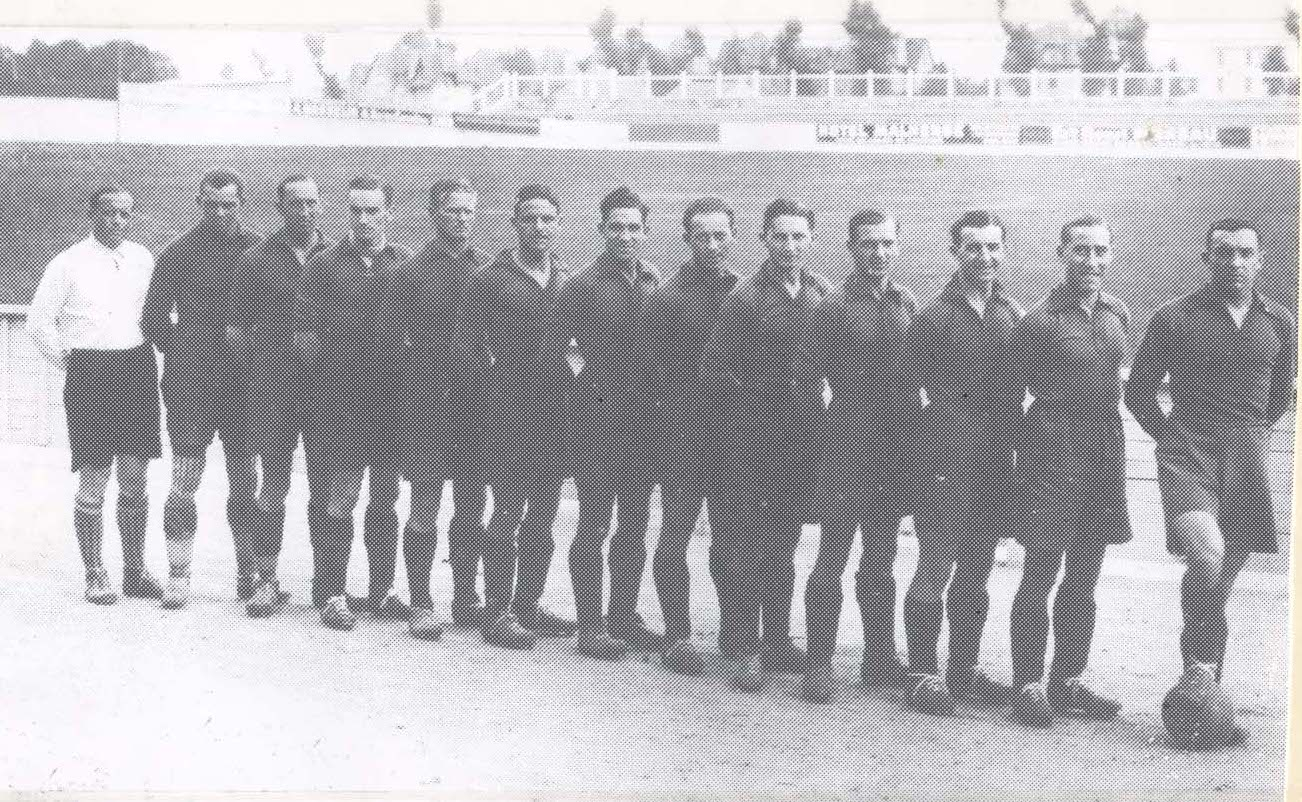
Groupe professionnel caennais pour la saison 1934-1935. Mayer est le 2e en partant de la gauche.

En 1934, il est recruté par le Stade Malherbe caennais, qui se lance à son tour dans le professionnalisme et dont l’entraîneur est Kónya, connu au CA Paris. Il fait à cette occasion sa demande de naturalisation française, qui est accepté et officialisée en mars 1935. Il adopte alors officiellement le prénom François. Il joue deux saisons en deuxième division avec le club normand dont il est l'un des joueurs majeurs, avec le Tchèque Vlastimil Borecký notamment. 
En 1936, il signe au Racing Club de Strasbourg, en première division. Titulaire, il est comme un gardien de but rassurant, surtout dans les airs où il est « impérial ». Capable de chercher des ballons improbables en lucarne, il est connu pour être moins à l'aise sur les frappes au sol. Le club alsacien atteint la 6e place en championna et dispute la finale de la Coupe de France de football en 1937, perdue de justesse face au FC Sochaux,. 
En 1937, il quitte Strasbourg et rejoint le FCO Charleville, ambitieux club de deuxième division. En novembre 1938, il s'y blesse sérieusement lors d'un match à Dieppe. En 1939 il signe au Red Star où il est placé en concurrence avec Georges Hatz. Un an plus tard, le club audonien recrute Julien Darui, le gardien de l'équipe de France. Devenu remplaçant, Mayer demande à être reclassé officiellement amateur. 
Il entame après-guerre une carrière d'entraîneur à un niveau régional. Entre 1944 et 1946, il est apparemment appelé à la tête de l'équipe du Stade Malherbe Caen, en pleine reconstruction après la guerre. Puis il est l'entraîneur de l'AS Bayeux, club de Division d'honneur de Normandie, de 1947 à 1957. Il reste ensuite vivre dans la région. 
Il meurt en 2000 à Hattenville, en Seine-Maritime, village dont son fils Jean-François Mayer est le maire depuis les années 1970.